# Vera Kálmán
Vera Kálmán (* 22. August 1907, auch 1910 angegeben, in Perm, auch Sankt Petersburg angegeben; † 25. November 1999 in Zürich) war eine Filmschauspielerin und Autorin.

## Leben
Vera Kálmán wurde als Marie (auch Marya oder Marietta) Mendelsohn (auch Mendelsohns) geboren und war jüdischen Glaubens. Ab 1929 war sie zweimal mit dem Operettenkomponisten Emmerich Kálmán verheiratet. Ihm gegenüber gab sich Mendelsohn als verarmte russische Adelige Vera Makinskaja aus. Ihre wahre Identität verschwieg sie bis zu ihrem Tod. Ebenso mit ins Grab nahm sie ihr wahres Geburtsdatum, das sie niemals preisgegeben hatte. 
In Fritz Langs weltberühmten Stummfilmklassiker Metropolis, 1925–1926 produziert, ist Vera Kálmán als Statistin in einer Großaufnahme zu sehen. 

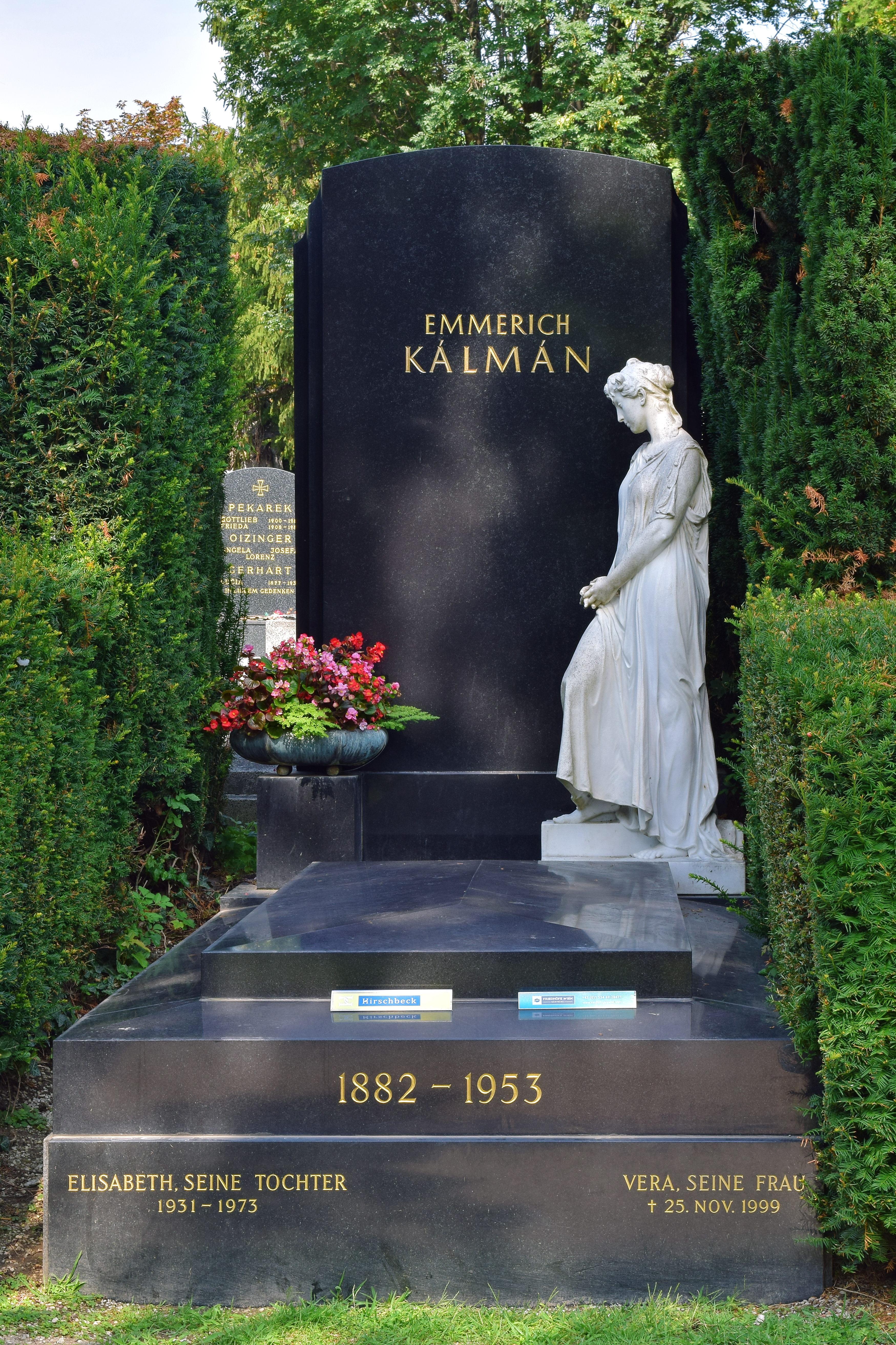
Grabstätte auf dem Wiener Zentralfriedhof

Vera Kálmán wurde durch ihre Ehe mit Kálmán zum Mitglied der internationalen High-Society. Während des gemeinsamen Exils in Paris und New York gab sie rauschende Feste, die von Persönlichkeiten wie Marlene Dietrich oder Greta Garbo besucht wurden. Obwohl sie Kálmán wegen eines anderen Mannes verließ, nahm sie der Komponist nach dem Scheitern dieser Beziehung wieder bei sich auf und heiratete sie erneut. Bis zu ihrem Tod lebte sie abwechselnd in Paris, Monte Carlo, München, Zürich und Wien. Neben ihrem, aufgrund zahlreicher Liftings, zur Maske erstarrten Gesicht gehörten zu ihren optischen Markenzeichen stets kostbare Juwelen und ausgefallene Pelzmäntel. Zu einem handfesten Skandal kam es, als sie zu einer Panthertaufe im Wiener Tierpark Schönbrunn in einem Leopardenmantel erschien.
Vera Kálmán wurde im ehrenhalber gewidmeten Grab ihres Mannes auf dem Wiener Zentralfriedhof (Gruppe 31 B, Reihe 12, Nummer 10) bestattet.

## Werke
- Grüß’ mir die süßen, die reizenden Frauen. Mein Leben mit Emmerich Kálmán. Hestia-Verlag, Bayreuth 1966.
- Die Welt ist mein Zuhause. Erinnerungen. Langen-Müller, München 1980, ISBN 3-8004-0891-0.
- Csárdás. Der Tanz meines Lebens. Ullstein, Frankfurt/M. 1988, ISBN 3-548-20863-0.